# Lepidotheca inconsuta
Lepidotheca inconsuta is een hydroïdpoliep uit de familie Stylasteridae. De poliep komt uit het geslacht Lepidotheca. Lepidotheca inconsuta werd in 1991 voor het eerst wetenschappelijk beschreven door Cairns. 